# Fita de São Jorge

A fita de São Jorge (amarrada). Pensa-se que o padrão simboliza o fogo e a pólvora. Acredita-se também que seja derivado das cores do brasão imperial russo original (águia negra sobre um fundo dourado).

A fita de São Jorge (também conhecida como Fita Georgiana) é um símbolo amplamente reconhecido da memória do povo soviético que lutou na Grande Guerra Patriótica, Segunda Guerra Mundial. A fita é composta por um padrão bicolor preto e laranja, com três faixas pretas e duas laranjas. Aparece como um componente de muitas altas condecorações militares concedidas pelo Império Russo e pela atual Federação Russa.
As listras significam o fogo e o nevoeiro da guerra. Embora o símbolo esteja relacionado principalmente à Segunda Guerra Mundial, recentemente se tornou mais associado ao nacionalismo russo. O símbolo foi promovido pelo Estado russo pós-soviético como uma maneira de unificar as pessoas, lembrando e respeitando aqueles que lutaram.
Também foi promovido em 2005 como uma resposta à Revolução Laranja liberal na Ucrânia.  Naquele ano, a mídia estatal russa, junto a organizações de jovens, lançaram a campanha antes das comemorações do memorial da Segunda Guerra Mundial.
A fita foi associada a unidades que receberam as honras coletivas da Guarda durante o conflito, devido ao uso do esquema de cores na medalha da vitória da Grande Guerra Patriótica concedida a todos os funcionários, civis ou militares, que se esforçaram na guerra. Na Rússia, a fita de São Jorge também é usada pelos civis como símbolo patriótico e como símbolo de apoio público ao governo russo, especialmente a partir de 2014. Na Ucrânia e nos estados bálticos (Estônia, Letônia e Lituânia), o símbolo se tornou amplamente associado ao sentimento nacionalista e separatista russo.

## História
A fita georgiana surgiu como parte da Ordem de São Jorge, estabelecida em 1769 como a mais alta decoração militar da Rússia Imperial (e restabelecida em 1998 por decreto presidencial assinado pelo então presidente da Rússia, Boris Yeltsin). Embora a Ordem de São Jorge normalmente não fosse um prêmio coletivo, a faixa às vezes era concedida a regimentos e unidades que funcionavam brilhantemente durante a guerra e constituíam parte integrante de algumas honras coletivas de batalha (como estandartes e galhardetes). Quando não receberam a Ordem completa, alguns oficiais ilustres receberam espadas cerimoniais, adornadas com a fita georgiana.

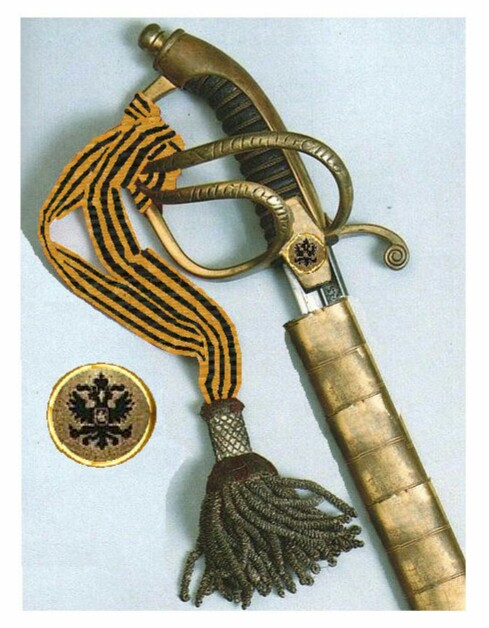
"Gold Sword for Bravery" - Prêmio do Império Russo por bravura

Em 1806, bandeiras distintas da Geórgia foram introduzidas como uma nova honra de batalha concedida aos regimentos meritórios da Guarda e da Guarda Leib. A lança em que estas bandeiras foram montadas foi encimada pela cruz de São Jorge e adornada com fitas georgianas de 4,44 cm de largura. Ele permaneceu como o mais alto prêmio militar coletivo do Exército Imperial Russo até a Revolução de 1917. Vale a pena notar que a versão czarista era amarela e negra, não laranja e preta como a versão soviética revivida.
Acredita-se que o simbolismo do laranja e do preto (ou amarelo e preto) represente fogo e pólvora da guerra, ou a morte e ressurreição de São Jorge, ou as cores do brasão imperial russo original (águia negra sobre um fundo dourado). Outra teoria é a de que é, na verdade, de origem alemã, derivada dos padrões e/ou listra negra encontrados na heráldica da Casa da Ascânia, da qual Catarina II se originou, ou no condado de Ballenstedt, o antigo patrimônio da casa.
O título da Guarda Soviética foi introduzido pela primeira vez em 18 de setembro de 1941, de acordo com a decisão da Sede do Supremo Comandante Supremo (em russo: Ставка Верховного Главнокомандующего) e pelo despacho nº 308 do Comissário do Povo de Defesa para os distintos serviços durante a Ofensiva de Yelnya. As divisões 100ª, 127ª, 153ª e 161ª de Rifle foram renomeadas para as 1ª, 2ª, 3ª e 4ª Divisões de Guardas, respectivamente. As unidades e formações nomeadas para o título da Guarda Soviética receberam uma bandeira especial de Guardas de acordo com a decisão do Presidium do Soviete Supremo da União Soviética. Em 21 de maio de 1942, o Presidium do Soviete Supremo da URSS introduziu fileiras de Guardas e emblemas de Guardas para serem usados no lado direito do peito. Ambos incluíram o padrão de fita georgiano. Em junho de 1943, eles introduziram os Guardas Vermelhos para as forças terrestres e em fevereiro de 1944 - para as forças navais. Fitas georgianas adornavam as bandeiras exatamente como no século XIX.

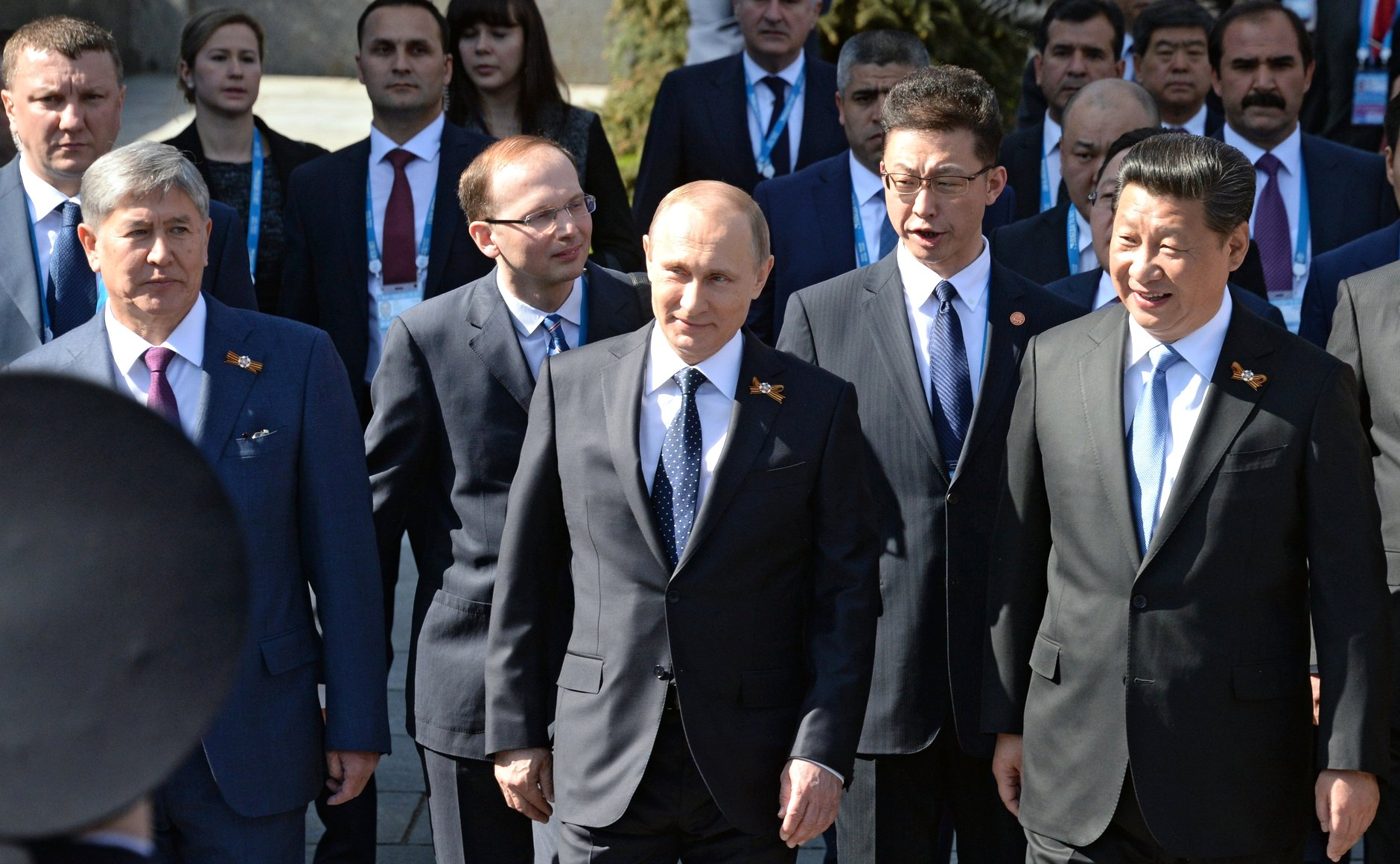
Presidentes da Rússia, China e Quirguistão com fitas de São Jorge durante a Parada do Dia da Vitória de Moscou em 2015

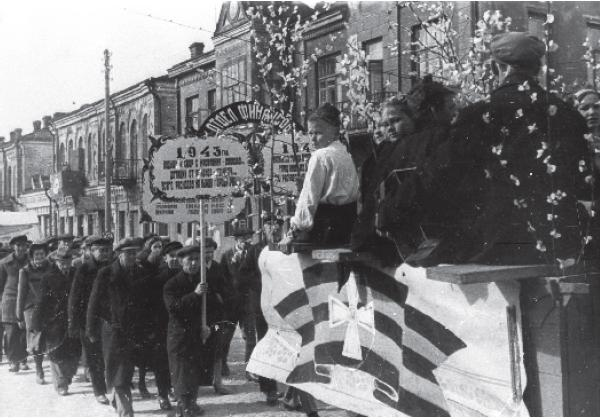
Membros da União antissoviética colaboracionista da juventude russa usam a fita de São Jorge em uma manifestação em Bobruisk (hoje Bielorrússia), 1943

Estabelecida em 8 de novembro de 1943, a Ordem da Glória foi uma ordem da União Soviética. Era concedido a oficiais não comissionados e aos oficiais das forças armadas, bem como aos tenentes juniores da força aérea, por bravura em face do inimigo. A fita da Ordem era de cor laranja com três listras pretas - a mesma que a da Cruz de São Jorge.
Uma das medalhas mais honrosas da União Soviética, a medalha "Pela vitória sobre a Alemanha" (em russo: а победу над Германией, Za pobedu nad Germaniyey) também apresenta listras de São Jorge. Foi concedido a todos os soldados e oficiais que participaram das campanhas da Frente Oriental, e foi o primeiro prêmio a ser universalmente concedido a todos os veteranos, em sua maior parte, logo após o fim da guerra. Depois da guerra pela Medalha do Jubileu "Quarenta Anos de Vitória na Grande Guerra Patriótica 1941-1945" 1945-1985.
A fita - junto com a bandeira tricolor russa e a bandeira da Marinha Russa - também foi usada pelo Exército de Libertação da Rússia anti-soviética que lutou ao lado da Alemanha nazista durante a Segunda Guerra Mundial.

## Ação 2005 Georgievskaya Lenta
Em 2005, na comemoração do 60º aniversário do Dia da Vitória, dia 9 de maio, a agência de notícias RIA Novosti e uma organização juvenil cívica lançaram uma campanha que pedia aos voluntários que distribuíssem fitas nas ruas antes do Dia da Vitória. Desde então, a fita é usada por civis na Rússia e em outras antigas repúblicas da União Soviética como um ato de comemoração e recordação. Para a nomeação das fitas a forma diminutiva é usada: georgiyevskaya lentochka, "pequena fita de Jorge" (em russo: георгиевская ленточка). Desde 2005, a fita é distribuída todos os anos em toda a Rússia e em todo o mundo na preparação para 9 de maio e é nesse dia amplamente vista em pulsos, lapelas e carros. O lema que acompanha é "Nós nos lembramos, estamos orgulhosos!"
Yulia Latynina e outros jornalistas especulam que o governo russo introduziu a fita como uma resposta de relações públicas à Revolução Laranja na Ucrânia, em 2004, na qual os manifestantes adotaram fitas laranja como símbolo.

## Uso durante a crise ucraniana
Durante os protestos pró-russos na Ucrânia em 2014 foi usado pelos ativistas antimaidanos e pela população pró-russa da Ucrânia (especialmente nas regiões sudeste) como um símbolo do sentimento pró-russo e separatista. A fita também é usada por membros do grupo paramilitar da Milícia Popular de Donbass. Ativistas Euromaidan começaram a fazer referência depreciativa à Faixa de São Jorge como o "Laço do Colorado", pois as cores da fita coincidem com as cores de um besouro da batata do Colorado. Com o passar do tempo, o termo "Colorado" tem se tornado um insulto étnico para os russos.
Em abril de 2014, os veteranos de Kirovohrad proibiram o símbolo das celebrações do Dia da Vitória "para evitar provocações entre os ativistas de diferentes movimentos". Em vez disso, apenas símbolos do estado ucraniano seriam usados.